# Talal Aklan
Talal Aklan (arab. طلال عقلان) – jemeński polityk, w 2016 roku premier Jemenu z ramienia bojówek Husi (w opozycji do rządu Chalida Bahaha i następnie Ahmada Ubajd ibn Daghra). Od 2015 do 4 sierpnia 2016 znajdował się w składzie Najwyższej Rady Rewolucyjnej. W 2016 został p.o. premiera, funkcję pełnił do 28 listopada, kiedy to zastąpił go Ahmad Ubajd ibn Daghr. Następnie objął funkcję ministra służby cywilnej i ubezpieczeń.